# Gustav Lindström
Gustav Lindström (né le 20 octobre 1998 à Östervåla en Suède) est un joueur professionnel suédois de hockey sur glace. Il évolue au poste de défenseur.

## Biographie

### Carrière en club
Il est repêché en 2e ronde, 38e au total, par les Red Wings de Détroit au repêchage d'entrée dans la LNH 2017. Il signe son contrat d'entrée de 3 ans avec les Red Wings, le 25 mai 2018. Il est rappelé pour la première fois par Détroit, le 5 février 2020, après avoir pris part à 45 matchs avec les Griffins de Grand Rapids. Le 6 février, il dispute son premier match en carrière dans la LNH face aux Sabres de Buffalo. 
Le 17 août 2020, il retourne avec son ancien club dans l'Allsvenskan, le Almtuna IS, sur les termes d'un prêt jusqu'au début de la saison 2020-2021 retardée en Amérique du Nord.  
Le 26 juillet 2021, il signe une entente de 2 ans avec les Red Wings. Le 1er juillet 2023, il paraphe une prolongation de contrat d'un an avec les Red Wings. Toutefois, il ne débutera pas la saison à Détroit puisque six semaines plus tard, il est échangé aux Canadiens de Montréal avec un choix de 4e tour en 2025 contre Jeff Petry.
À Montréal, il récolte trois buts et une assistance en 14 matchs avant d'être soumis au ballottage le 9 janvier 2024. Le lendemain, l'ère de Lindström au Canadien prend fin puisqu’il est réclamé par les Ducks d'Anaheim.

### Vie privée
Il est le neveu de Marcus Ragnarsson et le cousin de Jakob Ragnarsson. 

## Statistiques

### En club
| Saison     | Équipe                   | Ligue         |                   | Saison régulière  | Saison régulière  | Saison régulière  | Saison régulière  | Saison régulière |   | Séries éliminatoires | Séries éliminatoires | Séries éliminatoires | Séries éliminatoires | Séries éliminatoires |
| Saison     | Équipe                   | Ligue         | PJ                | B                 | A                 | Pts               | Pun               | PJ               | B | A                    | Pts                  | Pun                  |                      |                      |
| 2014-2015  | Almtuna IS               | J20 SuperElit | -                 | -                 | -                 | -                 | -                 | 4                | 1 | 1                    | 2                    | 6                    |                      |                      |
| 2015-2016  | Almtuna IS               | J20 SuperElit | 3                 | 0                 | 4                 | 4                 | 2                 | 1                | 0 | 0                    | 0                    | 0                    |                      |                      |
| 2016-2017  | Almtuna IS               | J20 SuperElit | 6                 | 6                 | 4                 | 10                | 10                | -                | - | -                    | -                    | -                    |                      |                      |
| 2016-2017  | Almtuna IS               | Allsvenskan   | 48                | 2                 | 7                 | 9                 | 26                | -                | - | -                    | -                    | -                    |                      |                      |
| 2017-2018  | Almtuna IS               | Allsvenskan   | 39                | 6                 | 8                 | 14                | 34                | -                | - | -                    | -                    | -                    |                      |                      |
| 2018-2019  | Frölunda HC              | SHL           | 40                | 3                 | 3                 | 6                 | 50                | 6                | 0 | 0                    | 0                    | 0                    |                      |                      |
| 2019-2020  | Griffins de Grand Rapids | LAH           | 45                | 0                 | 5                 | 5                 | 26                | -                | - | -                    | -                    | -                    |                      |                      |
| 2019-2020  | Red Wings de Détroit     | LNH           | 16                | 0                 | 1                 | 1                 | 14                | -                | - | -                    | -                    | -                    |                      |                      |
| 2020-2021  | Almtuna IS               | Allsvenskan   | 20                | 0                 | 11                | 11                | 20                | -                | - | -                    | -                    | -                    |                      |                      |
| 2020-2021  | Griffins de Grand Rapids | LAH           | 13                | 0                 | 3                 | 3                 | 8                 | -                | - | -                    | -                    | -                    |                      |                      |
| 2020-2021  | Red Wings de Détroit     | LNH           | 13                | 0                 | 3                 | 3                 | 0                 | -                | - | -                    | -                    | -                    |                      |                      |
| 2021-2022  | Red Wings de Détroit     | LNH           | 63                | 1                 | 12                | 13                | 22                | -                | - | -                    | -                    | -                    |                      |                      |
| 2022-2023  | Red Wings de Détroit     | LNH           | 36                | 1                 | 7                 | 8                 | 20                | -                | - | -                    | -                    | -                    |                      |                      |
| 2023-2024  | Canadiens de Montréal    | LNH           | 14                | 3                 | 1                 | 4                 | 6                 | -                | - | -                    | -                    | -                    |                      |                      |
| 2023-2024  | Ducks d'Anaheim          | LNH           | Saison en cours ? | Saison en cours ? | Saison en cours ? | Saison en cours ? | Saison en cours ? |                  |   |                      |                      |                      |                      |                      |
| Totaux LNH | Totaux LNH               | Totaux LNH    | 142               | 5                 | 24                | 29                | 62                | -                | - | -                    | -                    | -                    |                      |                      |

### En équipe nationale
| Année | Équipe    | Compétition                 |   | PJ | B | A | Pts | Pun               |  | Résultat |
| 2018  | Suède U20 | Championnat du monde junior | 7 | 0  | 1 | 1 | 8   | Médaille d'argent |  |          |

## Trophées et honneurs personnels

### CHL
- 2018-2019 : champion avec le Frölunda HC

### SHL
- 2018-2019 : champion du Trophée Le Mat